# Pesi supermedi
I Pesi supermedi sono una categoria di peso del pugilato.

## Limiti di peso
Nel pugilato moderno il peso dei contendenti non deve superare:
- professionisti: 168 libbre (76.2 kg)

## Campioni professionisti

### Uomini
Dati aggiornati al 1 maggio 2023. Fonte: BoxRec.
| Federazione | Dal | Campione                     | Record         | Difese | Prossimo incontro | Avversario                   |
| ----------- | --- | ---------------------------- | -------------- | ------ | ----------------- | ---------------------------- |
| WBA         | 19 dicembre 2020 | Saúl Álvarez (Super)         | 58-2-2 (39 KO) | 4      | 6 maggio 2023     | John Ryder (32-5-0; 18 KO)   |
| WBA         | Saúl Álvarez difenderà il suo titolo indiscusso dei pesi supermedi contro il britannico John Ryder in un incontro che si disputerà il 6 maggio 2023 presso l'Akron Stadium di Guadalajara (Messico). Ryder è anche campione ad interim WBO di categoria. È dal lontano 2011 che il campione messicano non torna a combattere nella sua terra natale |                              |                |        |                   |                              |
| WBA         | 27 giugno 2021 | David Morrell (Regular)      | 9-0-0 (8 KO)   | 4      |                   |                              |
| WBC         | 19 dicembre 2020 | Saúl Álvarez                 | 58-2-2 (39 KO) | 4      | 6 maggio 2023     | John Ryder (32-5-0; 18 KO)   |
| WBC         | Saúl Álvarez difenderà il suo titolo indiscusso dei pesi supermedi contro il britannico John Ryder in un incontro che si disputerà il 6 maggio 2023 presso l'Akron Stadium di Guadalajara (Messico). Ryder è anche campione ad interim WBO di categoria. È dal lontano 2011 che il campione messicano non torna a combattere nella sua terra natale |                              |                |        |                   |                              |
| WBC         | 21 maggio 2022 | David Benavidez (ad interim) | 26-0-0 (23 KO) | 0      |                   |                              |
| WBO         | 8 maggio 2021 | Saúl Álvarez                 | 58-2-2 (39 KO) | 2      | 6 maggio 2023     | John Ryder (32-5-0; 18 KO)   |
| WBO         | 26 novembre 2022 | John Ryder (ad interim)      | 32-5-0 (18 KO) | 0      | 6 maggio 2023     | Saúl Álvarez (58-2-2; 39 KO) |
| WBO         | Saúl Álvarez difenderà il suo titolo indiscusso dei pesi supermedi contro il britannico John Ryder in un incontro che si disputerà il 6 maggio 2023 presso l'Akron Stadium di Guadalajara (Messico). Ryder è anche campione ad interim WBO di categoria. È dal lontano 2011 che il campione messicano non torna a combattere nella sua terra natale |                              |                |        |                   |                              |
| IBF         | 6 novembre 2021 | Saúl Álvarez                 | 58-2-2 (39 KO) | 1      | 6 maggio 2023     | John Ryder (32-5-0; 18 KO)   |
| IBF         | Saúl Álvarez difenderà il suo titolo indiscusso dei pesi supermedi contro il britannico John Ryder in un incontro che si disputerà il 6 maggio 2023 presso l'Akron Stadium di Guadalajara (Messico). Ryder è anche campione ad interim WBO di categoria. È dal lontano 2011 che il campione messicano non torna a combattere nella sua terra natale |                              |                |        |                   |                              |

### Donne
Dati aggiornati al 15 aprile 2023. Fonte: BoxRec.
| Federazione | Dal | Campione              | Record       | Difese | Prossimo incontro | Avversario                        |
| ----------- | --- | --------------------- | ------------ | ------ | ----------------- | --------------------------------- |
| WBA         | 30 aprile 2022 | Franchón Crews-Dezurn | 8-1-0 (2 KO) | 0      | da definire       | Savannah Marshall (12-1-0; 10 KO) |
| WBA         | - Il 10 aprile 2023, la WBC ha comunicato alla campionessa Crews-Dezurn l'ordine di mettere in palio obbligatoriamente la sua cintura contro la connazionale Shadasia Green. La deadline per raggiungere l'accordo tra le due pugili è stata fissata al 28 aprile 2023, altrimenti la WBC si attiverà con la procedura della purse bid. - Il 13 aprile 2023 è stata resa nota la notizia che la campionessa Crews-Dezurn non difenderà i suoi titoli contro Shadasia Green, bensì contro la britannica Savannah Marshall, con la quale aveva già in precedenza stretto un accordo per una sfida da disputarsi in Gran Bretagna. La WBC (e di conseguenza anche le altre federazioni) hanno quindi deciso di accettare tale decisione. La WBC ha contestualmente nominato Shadasia Green come sfidante obbligatoria.  |                       |              |        |                   |                                   |
| WBC         | 13 settembre 2018 | Franchón Crews-Dezurn | 8-1-0 (2 KO) | 3      | da definire       | Savannah Marshall (12-1-0; 10 KO) |
| WBC         | Sfidante obbligatorio: Shadasia Green (12-0-0; 11 KO) |                       |              |        |                   |                                   |
| WBC         | - Il 10 aprile 2023, la WBC ha comunicato alla campionessa Crews-Dezurn l'ordine di mettere in paglio obbligatoriamente la sua cintura contro la connazionale Shadasia Green. La deadline per raggiungere l'accordo tra le due pugili è stata fissata al 28 aprile 2023, altrimenti la WBC si attiverà con la procedura della purse bid. - Il 13 aprile 2023 è stata resa nota la notizia che la campionessa Crews-Dezurn non difenderà i suoi titoli contro Shadasia Green, bensì contro la britannica Savannah Marshall, con la quale aveva già in precedenza stretto un accordo per una sfida da disputarsi in Gran Bretagna. La WBC (e di conseguenza anche le altre federazioni) hanno quindi deciso di accettare tale decisione. La WBC ha contestualmente nominato Shadasia Green come sfidante obbligatoria. |                       |              |        |                   |                                   |
| WBO         | 14 settembre 2019 | Franchón Crews-Dezurn | 8-1-0 (2 KO) | 2      | da definire       | Savannah Marshall (12-1-0; 10 KO) |
| WBO         | - Il 10 aprile 2023, la WBC ha comunicato alla campionessa Crews-Dezurn l'ordine di mettere in paglio obbligatoriamente la sua cintura contro la connazionale Shadasia Green. La deadline per raggiungere l'accordo tra le due pugili è stata fissata al 28 aprile 2023, altrimenti la WBC si attiverà con la procedura della purse bid. - Il 13 aprile 2023 è stata resa nota la notizia che la campionessa Crews-Dezurn non difenderà i suoi titoli contro Shadasia Green, bensì contro la britannica Savannah Marshall, con la quale aveva già in precedenza stretto un accordo per una sfida da disputarsi in Gran Bretagna. La WBC (e di conseguenza anche le altre federazioni) hanno quindi deciso di accettare tale decisione. La WBC ha contestualmente nominato Shadasia Green come sfidante obbligatoria. |                       |              |        |                   |                                   |
| IBF         | 30 aprile 2022 | Franchón Crews-Dezurn | 8-1-0 (2 KO) | 0      | da definire       | Savannah Marshall (12-1-0; 10 KO) |
| IBF         | - Il 10 aprile 2023, la WBC ha comunicato alla campionessa Crews-Dezurn l'ordine di mettere in paglio obbligatoriamente la sua cintura contro la connazionale Shadasia Green. La deadline per raggiungere l'accordo tra le due pugili è stata fissata al 28 aprile 2023, altrimenti la WBC si attiverà con la procedura della purse bid. - Il 13 aprile 2023 è stata resa nota la notizia che la campionessa Crews-Dezurn non difenderà i suoi titoli contro Shadasia Green, bensì contro la britannica Savannah Marshall, con la quale aveva già in precedenza stretto un accordo per una sfida da disputarsi in Gran Bretagna. La WBC (e di conseguenza anche le altre federazioni) hanno quindi deciso di accettare tale decisione. La WBC ha contestualmente nominato Shadasia Green come sfidante obbligatoria. |                       |              |        |                   |                                   |

## Professionisti
Alcuni tra i migliori rappresentanti della categoria sono stati: 
- Joe Calzaghe
- Sven Ottke
- Sugar Ray Leonard
- Chris Eubank
- Andre Ward
- Giovanni De Carolis
- James Toney[12]
- Michael Nunn[13]
- Roy Jones Jr[14]
- Saul “Canelo” Alvarez